# Rettungsschnur
Eine Rettungsschnur ist eine mindestens 30 Meter lange dünne Schnur aus Nylon (beispielsweise Parachute Cord, Reepschnur) oder ähnlichem Material, die an einem Ende mit Gegenständen der Ausrüstung (Taschenmesser, Karabinerhaken, Wurfbeutel etc.) beschwert werden kann, um sie einer Person zuzuwerfen oder aus der Höhe herablassen zu können.
Sie wird von Gleitschirm- und Drachenfliegern mitgeführt, um im Falle einer Baumlandung von Helfern gereichte Gegenstände wie Seile oder anderes Sicherungsmaterial gefahrlos heraufziehen zu können. Zur Personensicherung oder zum Abseilen ist sie jedoch nicht geeignet. Eine Rettungsschnur passt zusammengerollt problemlos in Hosentasche oder Gurtzeug. Ein Exemplar wird Piloten traditionell bei Aufnahme in den Deutschen Hängegleiterverband (DHV) oder nach Erteilung des Luftfahrerscheins überreicht.
Das Mitführen einer Rettungsschnur von mindestens 30 Metern Länge und 50 kg Zugfestigkeit war in Deutschland für Gleitschirm- und Drachenflieger bis zum 1. Januar 2024 vorgeschrieben. Seither gibt es lediglich eine Empfehlung des DHV. Vielfach wird hierfür ein Päckchen Zahnseide verwendet.